# Tinaquillo
Tinaquillo – miasto w Wenezueli, w stanie Cojedes, siedziba gminy Falcón.
Według danych szacunkowych na rok 2009 liczy 115 369 mieszkańców..